# Olindina
Olindina é um município brasileiro do estado da Bahia.